# Joop Gall
Joop Gall (Hoogezand-Sappemeer, 25 december 1963) is een Nederlands voetbaltrainer, voetbalanalist en voormalig voetballer.

## Speler
Gall begon zijn spelersloopbaan bij amateurverenigingen De Vogels en Velocitas 1897, alvorens in het seizoen 1983/84 zijn debuut te maken voor FC Groningen. De verdediger speelde in totaal drie periodes voor FC Groningen (1983-84, 1986-87 en 1991-97), drie voor BV Veendam (1984-86, 1987-90 en 1997-99) en een jaar voor sc Heerenveen (1990/91). In 16 seizoenen betaald voetbal kwam de Stadjer tot 383 duels waarin hij 36 keer wist te scoren.

## Trainer
Vanaf 2000 was Gall assistent-trainer bij FC Groningen totdat streekgenoot BV Veendam hem medio 2005 het hoofdtrainerschap aan De Langeleegte aanbood. In het seizoen 2006/07 plaatste BV Veendam onder leiding van Gall zich voor de play-offs voor promotie naar de Eredivisie. Na de eerste barrage tegen Go Ahead Eagles te hebben overtuigd, kwam het in de tweede ronde tegen toenmalig Eredivisionist Excelsior tekort.
Op 29 april 2011 werd bekend dat Gall met ingang van het voetbalseizoen 2011/12 werkzaam zou worden als trainer van Go Ahead Eagles in Deventer. In de nacht van vrijdag 23 maart 2012 op zaterdag 24 maart 2012 nam Gall per direct ontslag bij Go Ahead Eagles.
Op 29 april 2012 maakte FC Emmen bekend dat Gall de nieuwe hoofdtrainer van de Drentse club werd per 1 juli 2012. Gall werd in Emmen de opvolger van Rene Hake, wiens contract per 1 juli aanstaande vroegtijdig werd beëindigd. In oktober 2014 liet Gall zijn zoon Jeremy debuteren bij FC Emmen. Op 22 december 2014 werd bekend dat Gall en FC Emmen uit elkaar gaan.
Begin 2016 werd hij assistent van Erik van der Meer bij Stal Dniprodzerzjynsk in Oekraïne. Toen Van der Meer in augustus van dat jaar opstapte, werd Gall ad interim hoofdtrainer bij de net in Stal Kamjanske veranderde club. Hij werd in januari 2017 ontslagen. Op 24 maart van dat jaar werd hij tot het einde van het seizoen 2016/17 vastgelegd als interim van SV Spakenburg. Met Spakenburg degradeerde hij uit de Tweede divisie. In april 2018 kwam hij bij VV Pelikaan-S als adviseur tot het einde van het seizoen.
Van april 2019 tot het einde van het seizoen was hij actief als interim bij de in degradatienood verkerende hoofdklasser SV DFS uit Opheusden. DFS degradeerde naar de Eerste klasse. Nadien was hij actief als trainer bij Highschool nr. 9 uit de miljoenenstad Zhengzhou, waarmee hij het nationaal kampioenschap studentenvoetbal van China won.
Van februari tot december 2021 was Gall assistent bij het Chinese Guangzhou City FC en van december 2021 tot april 2022 trainer van het Indonesische PSM Makassar. In het seizoen 2023/'24 was hij trainer van eersteklasser VV Jubbega. In het seizoen 2024-'25 is hij trainer bij derdeklasser SC Stadskanaal.
Naast zijn trainerscarrière is hij sinds 2017 analist van FC Groningen bij het Dagblad van het Noorden.